# Aknachbjur
Aknachbjur – wieś w Armenii, w prowincji Tawusz. W 2011 roku liczyła 509 mieszkańców.